# Буллид, Оливер
Оливер Воан Снелл Буллид (англ. Oliver Vaughan Snell Bulleid; 19 сентября 1882 — 25 апреля 1970) — британский конструктор, главный инженер-механик Южной железной дороги с 1937 по 1948 год, создатель многих известных серий локомотивов.

## Ранние годы и Great Northern Railway
Оливер Буллид родился в Инверкаргилле (Новая Зеландия) в семье Уильяма Буллида и Мэриан Пью, иммигрантов из Великобритании. После смерти отца в 1889 году мать с Оливером вернулась в Лланвиллин (Уэльс), где находился родной дом семьи. В 1901 году, получив техническое образование в средней школе Аккрингтона, Буллид в 18 лет поступил на работу на завод в Донкастере железной дороги Great Northern Railway (GNR) в качестве ученика главного инженера-механика Генри Айватта. После четырёхлетнего ученичества он стал помощником суперинтенданта по эксплуатации локомотивов, а через год — менеджером Донкастерского завода. В 1908 году Буллид перешёл работать в подразделение Westinghouse Electric Corporation в Париже в качестве инженера-испытателя и вскоре был назначен помощником начальника производства и главным чертёжником. В том же году он женился на Марджори Айватт, младшей дочери Генри Айватта.
С 1910 года некоторое время работал в Совете по торговле, организовав выставки в Брюсселе, Париже и Турине. Много путешествовал по Европе, включая поездку с Найджелом Грезли, Уильямом Станиром и Фредериком Хоксвортом в Бельгию, во время которой ознакомился с тележкой под метровую колею. В декабре 1912 года вернулся в GNR в качестве личного помощника Найджела Грезли, нового главного механика компании. Грезли был всего на шесть лет старше Буллида. После начала Первой мировой войны Буллид вступил в ряды Британской армии и получил назначение в железнодорожные войска, дослужившись до звания майора. После войны Буллид вернулся в GNR в качестве управляющего вагонной мастерской.

## Лондонская и Северо-Восточная железная дорога
После объединения британских железнодорожных компаний в 1923 году GNR, испытывавшая серьёзные финансовые трудности, вошла в состав вновь образованной Лондонской и Северо-Восточной железной дороги (LNER). Главным механиком компании стал Найджел Грезли. Он вернул Буллида обратно на завод в Донкастере в качестве своего помощника. В этот период Грезли создал большинство своих знаменитых локомотивов, к части из которых приложил руку Буллид, включая грузовые локомотивы P1 типа 1-4-1, U1 типа 1-4-0 + 0-4-1 системы Гарратт, скоростные локомотивы P2 типа 1-4-1 и А4 типа 2-3-1.

## Южная железная дорога и British Railways
В 1937 году, после ухода Ричарда Манселла в отставку, Буллид занял должность главного механика Южной железной дороги с годовой зарплатой в 3000 фунтов стерлингов. Его первой работой в компании стало курирование строительства трёх шестиколесных маневровых тепловозов мощностью 350 л. с., заказанных Манселлом в 1936 году. Три первых образца доказали эффективность данной конструкции, и был размещён заказ ещё на восемь машин, но из-за начала Второй мировой войны он был отменён. Между 1949 и 1952 годом 26 тепловозов этой серии, доработанные Буллидом, были приняты в эксплуатацию и позже составили Class 12 общенациональной компании British Rail.
В 1938 году Буллид получил одобрение на создание модернизированной серии паровозов типа 2-3-1 «Пасифик», получившей название Merchant Navy. Несомненно, основой конструкции служили паровозы Гресли, но также Буллид использовал полученный в Европе опыт и знание современных на тот момент технологий: котёл и топка выполнялись частично сваркой, а не традиционной клёпкой, использовались термосифоны и котёл высокого давления. Новинкой стал парораспределительный механизм с цепным приводом, погруженный в масляную ванну, что было спорным решением, позже вызывавшим проблемы, связанные с плохим обслуживанием в послевоенных условиях.
Буллид давно считал, что недостатком существующих паровозов являются рабочие части механизмов, открытые воздействию внешней среды, в том числе грязи с путей. По его мнению, конструкция парового двигателя должна быть приближена к конструкции двигателя внутреннего сгорания, у которого рабочие части находятся внутри корпуса и обильно смазываются при помощи масляного насоса для бесперебойной работы. Помимо снижения влияния внешней среды, закрытый парораспределительный механизм сокращал ежедневное обслуживание, но, к сожалению, ошибки в конструкции масляной ванны приводили к утечкам масла.
Первый паровоз серии Merchant Navy, 21C1 Channel Packet, был построен в 1941 году. В последующие годы с завода вышло ещё 29 экземпляров, последним из которых стал 35030 Elder Dempster Lines. В 1945 году появились две новые серии <i>West Country</i> и <i>Battle of Britain</i>, так называемые «лёгкие пасифики». Эти серии суммарно насчитывали 110 паровозов, первым которых стал 21C101 Exeter. В 1942 году появился ещё один крупный паровоз конструкции Буллида — Q1 Austerity типа 0-3-0. Все паровозы, спроектированные Буллидом для Южной железной дороги, имели дисковые колеса BFB (Bulleid Firth Brown — по имени конструктора и фирмы-производителя), обеспечивавшие более равномерную поддержку внешней стальной шины. Это не устраняло необходимость в балансировочных грузах, но установка парораспределительного механизма Буллида позволила избежать вертикальной перегрузки колеса при движении. После переоборудования паровозов на механизм Вальсхарта колеса получили противовесы для компенсации вертикальной перегрузки.
Bulleid сыграл важную роль в электрификации Южной железной дороги. Он проектировал корпуса для двух электровозов CC1 и CC2 в 1941 и 1945 годах. Третий экземпляр был построен British Railways в 1948 году и имел номер 20003. К концу своего пребывания в компании Буллид отвечал за проектирование и строительство единственных в Великобритании двухэтажных пассажирских поездов — двух электропоездов серии 4DD .
Его последним проектом паровоза для Южной железной дороги стал необычный <i>Leader</i>, появившийся в 1949 году после национализации. Котел, запасы угля, воды и всё остальное в этом паровозе находилось внутри гладкого симметричного корпуса, что делало его похожим на тепловоз. Движение обеспечивали две шестиколесные тележки, каждая с тремя цилиндрами. Оси тележек соединялись цепями. Leader был новаторским проектом, но безуспешным; после того, как Буллид покинул British Railways, проект закрыли.
Буллид также отвечал за вагонный парк, к которому проявлял активный интерес. Вагоны Южной железной дороги, новейшие из которых разработал Ричард Манселл, выглядели солидно, но старомодно. Буллид спроектировал собственные вагоны, основываясь на лучших из существующих конструкций и внося дополнительные улучшения. Его вагоны получили признание как удобные и вместительные. Они пользовались популярностью у пассажиров, и многие конструктивные особенности, такие как размер и компоновка, использовались British Railways для стандартных пассажирских вагонов Mark I.
После национализации в течение короткого периода Буллид занимал пост главного механика Южного региона British Railways. В этот период появились два прототипа тепловозов его конструкции.

## Córas Iompair Éireann
В феврале 1950 года Буллид был назначен главным механиком Córas Iompair Éireann (CIÉ), управляющей компании национализированных железных дорог Республики Ирландия, с которой сотрудничал с 1949 года в качестве инженера-консультанта. Под его руководством CIÉ реализовала первую программу перехода на дизельную тягу, включавшую закупку дизель-поездов компании AEC из Саутхолла (серия 2600), 94 тепловозов компании Metropolitan-Vickers на базе двигателей компании Crossley из Манчестера (60 серии CIE 001 и 34 серии CIE 201 ) и 12 тепловозов компании Birmingham Railway Carriage на базе швейцарских двигателей Sulzer (серия CIE 101). Первый этап перехода на дизельную тягу получился не вполне удачным, так как локомотивы оказались ненадежными, впоследствии у большинства были заменены силовые установки.
Буллид разработал для CIÉ два прототипа торфяных паровозов: один на основе традиционного угольного паровоза с осевой формулой 1-3-0, а другой, CC1, закрытый в соответствии с инновационной конструкцией Leader. Тяга на торфе широкого применения не нашла.

## Признание и отставка
Буллид был избран президентом Института инженеров-механиков на 1946 год. Он также занимал пост президента Института локомотивных инженеров и Института сварки и был избран в Смитонское общество гражданских инженеров.
В 1949 году он был удостоен звания командора Ордена Британской империи.
В 1958 году Булейд вышел в отставку и переехал в Белстон, графство Девон, а затем вЭксмут. В 1967 году ему было присвоено звание почётного доктора наук Батского университета. Вскоре после этого он переехал на Мальту, где умер в 1970 году в возрасте 87 лет.
В некрологе, опубликованном в «Таймс», Буллид назван «последним по-настоящему оригинальным и прогрессивным инженером-механиком эры паровозов».
Тепловоз British Rail Class 73/1 № 73128 получил название «O. V. S. Bulleid CBE» в честь конструктора.